# Stanisław Kozera
Stanisław Kozera (ur. 27 stycznia 1943 w Trzebini) – polski wioślarz, olimpijczyk z Tokio 1964.
Zawodnik (w latach 1958-1967) AZS Wrocław. Pływał w osadach wioślarskich jako sternik. Trzykrotny mistrz Polski w dwójkach ze sternikiem.
Brązowy medalista mistrzostw Europy z roku 1964 w dwójce ze sternikiem (partnerami byli: Kazimierz Naskręcki i Marian Siejkowski).
Na igrzyskach olimpijskich w 1964 wystartował w dwójce ze sternikiem (partnerami byli Kazimierz Naskręcki i Marian Siejkowski). Polacy zajęli 6. miejsce.